# Arantxa Aguirre Carballeira
Arantxa Aguirre Carballeira (Madrid, 1965) és una directora i guionista de documentals espanyola.

## Trajectòria
Filla de l'actriu Enriqueta Carballeira i del director de cinema Javier Aguirre, ha desenvolupat una llarga carrera professional vinculada al món del cinema, formant part de l'equip de directors com Mario Camus, Pedro Almodóvar, Carlos Saura o Luis García Berlanga, entre d'altres. Actualment codirigeix la productora Lopez-LI Films, al costat de José Luis López Linares. També és doctora en Filologia Hispànica i ha publicat dos llibres: Buñuel, lector de Galdós, (Premi d'Investigació Pérez Galdós 2003) i 34 actores hablan de su oficio (Ed. Cátedra, 2008), aquest últim seqüela del seu documental Hécuba, un sueño de pasión.
Aguirre ha participat en nombrosos festivals internacionals, i fou premiada al WOW Film Festival, al Cinedans Amsterdam i a l'Encounters South African International Documentary Festival. Amb la seva primera pel·lícula Hécuba, un sueño de pasión, ja va ser nominada als Premis Goya. Amb el seu últim llargmetratge documental, Dancing Beethoven, estrenat en 2017 està nominada al Premi Goya a Millor Documental. Amb aquest documental ja va aconseguir l'Espiga de Plata en la secció Temps d'Història de la SEMINCI 2016.
Fruit de la seva trajectòria com a filòloga i estudiosa de Benito Pérez Galdós, Aguirre ha manifestat la seva intenció de realitzar una gran pel·lícula documental sobre l'escriptor per a 2020, coincidint amb el centenari de la defunció de l'autor.

## Filmografia
- 2017 La zarza de Moisés. Guió i direcció. Els Joglars. Migmetratge.[8]
- 2016 Dancing Beethoven. Direcció i guió. LOPEZ-LI FILMS, S.L i FONDATION BÉJART BALLET LAUSANNE. Llargmetratge
- 2015 Una rosa para Soler. Direcció i guió. LOPEZ-LI FILMS, S.L. Llargmetratge
- 2012 Nuria Espert. Una mujer de teatro. Direcció. ACCIÓN CULTURAL ESPAÑOLA. Llargmetratge.[9]
- 2012 Juan y Teresa. Guió i direcció. LOPEZ-LI FILMS, S.L. Curtmetratge
- 2011 An american swan in Paris. Direcció i guió. LOPEZ-LI FILMS, S.L. Curtmetratge.[10]
- 2009 El esfuerzo y el ánimo. Guió i direcció. LOPEZ-LI FILMS, S.L. Llargmetratge
- 2006 Hécuba, un sueño de pasión. Guió. Co-dirigida smb José Luis López-Linares. LOPEZ-LI FILMS, S.L. Llargmetratge
- 2008 Un ballet para el siglo XXI. Guió i direcció. EMPRESA MUNICIPAL PROMOCIÓN MADRID, S.A. Curtmetratge
- 2003. Un instante en la vida ajena (2003) Coguionista amb Javier Rioyo i Mauricio Villavechia. LOPEZ-LI FILMS, S.L. Llargmetratge